# Souk El Khemis (Bouira)
Souk El Khemis (în arabă سوق الخميس) este o comună din provincia Bouira, Algeria.
Populația comunei este de 8.003 locuitori (2008).